# ماكوتو كويتشي
ماكوتو كويشي ( باليابانية 小市 眞琴، تنطق باليابانية : كويشي ماكوتو ، ولدت في 17 فبراير) هي ممثلة صوتية يابانية تابعة تعمل لصالح وكالو ستاي لاك . بدأت كفنانة مسرحية ، بدأت في ممارسة الاداء الصوتي في العديد من ألعاب الفيديو وسلاسل الأنيمي ، مع دورها الرئيسي الأول في اللعبة تويز درايف Toys Drive.

## من اشهر أدوارها
- الممرضة الساحرة كوموجي آر بدور تسوكاسا كيساراجي [1]
- أرواح المعركة ذات الدفع المزدوج في دور شونثا موغامي [2]

- ستار ميو كطالبة وموظفة [3]
- أوه - غيرل بدور أكورو أكوتسو (صغير) [3]
- تايم بوكان: ضربة الأشرار مرة أخرى بدور جوكاباتون [3]

- سانريو بويز بدور سييتشيرو ميناموتو (شاب) [4]
- هاكومي وميكوتشي في دور ساسانامي [3]
- مارشن مادشن في دور درو فيرهوفن [3]
- الحياة الكارثية لسايكي ك. بدور أوكاجيما [3]
- الحواس السبعة في لم الشمل بدور هياني، النبيل الشاب [3]
- جاندام بيلد دايفرز بدور رون [3]
- الخلايا في العمل! كخلية تيموسية غير ناضجة [3]
- متألق مثل السيد بوبلي [5]
- الفتاة في الشفق بدور أكيو [3]
- مليون آرثر في دور جايلر (شاب) [3]

- ثمن الابتسامات مثل يوني فانكويش [6]
- زميلتي في الغرفة هي قطة بدور هاياتو ياساكا [3]
- كوتوبوكي الرائعة بدور سويا [3]
- قاتل الشياطين: كيميتسو نو يايبا بصفته شقيق الشيطان اليدوي [3]
- ستار توينكل بريكيور في دور ياميكا ناسو [3]

- شجرية لا نهائية في دور روك هولمز [7]
- ملف القضية رقم 221: كابوكيتشو بدور رامبو [4]
- حيوان أليف مثل هيروكي (شاب) [3]
- المراجعون بين الأنواع مثل إلزا [8]
- ميوكليدريمي بدور ميناكو هوشينو [3]
- طبيبة الفتاة الوحشية بدور جلين ليتبيت (شابة) [3]
- أنا أقف على مليون حياة مثل يوكا توكيتاتي [9]
- الرجل الذي اختارته الكامي في كوفو [10]
- الأميرة النائمة في قلعة الشياطين بدور داونر البطل (صغير) [3]

- نجوم التزلج الرائدون مثل كينسي مايشيما (صغير) [4]
- Horimiya بدور Kakeru Sengoku (صغير) [3]
- وداعا يا عزيزي كرامر بدور ماو تسوكودا [11]
- رأس الليل 2041 بدور يويا كوروكي (صغير) [12]
- أفضل قاتل في العالم يتجسد مرة أخرى في عالم آخر كأرستقراطي مثل لوج (صغير) [13]

- حريم نهاية العالم بدور ريتو ميزوهارا (صغير) [14]
- دراسة حالة فانيتاس في دور جان جاك شاستيل (صغير) [15]
- في قلب كونويتشي تسوبكي في دور أوغيري [16]
- ليكوريس نكويل بدور ساكورا أوتومي [17]
- الشيطان يعمل بدوام جزئي!! مثل الشيطان يعقوب (صغير) [15]

- Bungo Stray Dogs 4 بدور Teruko Ōkura [18]
- أسطورة الأبطال: مسارات الفولاذ البارد – الحرب الشمالية بدور لافيان وينسليت [19]
- تومو-تشان فتاة! مثل جونيشيرو كوبوتا (شاب) [20]
- صائد النار كاهو [21]
- جنة الجحيم: جيغوكوراكو بدور نوروجاي [22]
- القديسة سيسيليا والقس لورانس في دور إريك [23]
- فتيات آيدولماستر سندريلا تحت 149 بدور هاروا يوكي [24]
- يوري هي وظيفتي! مثل سوميكا تاتشيبانا [25]
- روروني كينشين في دور ميوجين ياهيكو [26]
- مهزلة قتل الفتاة الميتة الميتة بدور شيزوكو هاسي [27]
- هائج الشراهة بدور ميميل فليريك [15]
- شانغريلا فرونتير بدور أويكازو/كي أوومي [28]
- أوندد أونلوك مثل كين [15]
- Dead Mount Death العب بشخصية Palomy [15]

- لقد تجسدت في صورة الأمير السابع حتى أتمكن من أخذ وقتي في إتقان قدراتي السحرية بصفتي لويد [29]
- رينكاي! مثل كومي هوفو [30]
- لم يعد مسموحًا به في عالم آخر مثل نير [31]

- الحائز على الميدالية باسم ريو سونيدوري [32]

### الدبلجة
- زوجة المسافر عبر الزمن ، الشاب هنري ديتامبل (جيسون ديفيد) [33]
- جيليستون! , أوجي دوجي [4]